# Каст'ярв
Каст'ярв (грец. Kastjärv; також Куртна Каст'ярв (англ. Kurtna Kastjärv)) — озеро Естонії. Розташоване в селі Конью, волості Тойла повіту Іда-Вірумаа. Одне з озер Куртна. Площа озера становить 2,5 га.